# Yurihama
Yurihama (湯梨浜町, Yurihama-chō) est un bourg situé dans le district de Tōhaku, dans la préfecture de Tottori, au Japon.

## Géographie

### Démographie
Au 1er avril 2014, la population de Yurihama s'élevait à 17 433 habitants.